# 久木尚志
久木 尚志（ひさき ひさし、1962年 - ）は、日本の歴史学者。専門はイギリス近現代史。北九州市立大学教授。

## 経歴
京都府出身。1981年海城高等学校卒業。1991年広島大学大学院文学研究科単位取得退学。
父親は、久木幸男(横浜国立大学名誉教授・日本教育史)。

## 著作

### 単著
- 『ウェールズ労働史研究―ペンリン争議における階級・共同体・エスニシティ』（彩流社、2006年）

### 共編
- （岡住正秀・中野博文）『たたかう民衆の世界―欧米における近代化と抗議行動』（彩流社、2005年）